# Bioregionalizm
Bioregionalizm – ruch społeczno-kulturowy wywodzący się z alternatywnego środowiska tworzonego przez hipisów w Stanach Zjednoczonych, którzy w latach 70 przeciwstawiali się kulturze masowej, tworzyli tzw. kontrkulturę w ramach której szukali sposobów powrotu do korzeni, harmonijnego współistnienia z przyrodą, zgodnie z jej rytmem i z jej prawami. Po Dniu Ziemi w 1970 roku bardzo ważnym elementem tego nurtu stało się działanie na rzecz ochrony przyrody bioregionów.
Określenie bioregion zostało użyte po raz pierwszy przez kanadyjskiego poetę Allana van Newkirk w 1973 roku. Powstało ono przez dodanie greckiego słowa bio (życie). Oznacza obszar, którego granice wyznaczone są przez naturalne formy przyrody: pasma górskie, doliny rzeczne, granice niezależne od podziału administracyjnego czy politycznego. Bioregiony nie stanowią wyodrębnionych jednostek, a tworzą mozaikę, w której granice poszczególnych bioregionów zachodzą na siebie.
Wyróżnikiem danego bioregionu (obszaru) jest przyroda, czyli bogactwo fauny, flory, rzeźba terenu, klimat, budowa geologiczna oraz człowiek z jego tradycją, zwyczajami, kulturą. Zgodnie z duchem bioregionalizmu ważne jest wytworzenie więzi pomiędzy mieszkańcami bioregionu a środowiskiem naturalnym, ich utożsamianie się z pozaludzkimi formami życia i niedopuszczanie do nadmiernej eksploatacji przyrody. Bioregionalizm zakłada prowadzenie przez ludzi zamieszkujących dany bioregion takiej działalności gospodarczej, która nie zakłóci równowagi biologicznej.
Bioregionalizm przeciwstawia konsumpcyjnemu stylowi życia i jego unifikacji utożsamienie się człowieka ze swoim miejscem zamieszkania, współistnienie z jego przyrodą i tradycją, co znajduje przejaw w emocjonalnym stosunku do tego miejsca, dostrzeganiu jego piękna. Miejsce zamieszkania traktowane jest jako „dom”, który wykracza poza obszar budynku i obejmuje wszystko to, co otacza ten budynek na zewnątrz.
Bioregionalizm jest jednym z czterech ruchów społeczno-filozoficznych, które można określić jako ruchy „ekologii radykalnej” - pozostałe trzy to głęboka ekologia, ekofeminizm i ekologia społeczna.

## „Sześć funkcji bioregionalizmu” według Thomasa Berry'ego
Bioregionalizm różni się znacznie od regionalizmu, punktem ciężkości w bioregionalizmie jest zachowanie przyrody i harmonijne współistnienie z nią. Stąd ważny jest sposób życia ludzi zamieszkujących bioregion, którzy powinni skoncentrować się na stawaniu w obronie naturalnych rytmów, cykli i powiązań w procesach przyrodniczych, stanowiących o niepowtarzalności bioregionu. Jest to postawa biocentryczna będąca w opozycji do regionalizmu i postawy antropocentrycznej znajdującej wyraz w kultywowaniu tradycjom regionalnym, bez pogłębiania związków człowieka z przyrodą.
Wskazówki Thomasa Berry’ego –Sześć funkcji bioregionalizmu:
1. uznajemy, że wszystkie gatunki na obszarze mają takie samo prawo do życia i korzystania z niego jak my, zachowujemy ich środowisko naturalne i korytarze migracyjne;
2. wzajemna opieka: oznacza, że wzrost, rozwój, użycie środków są limitowane dobrem pozostałych uczestników wspólnoty życia na tym obszarze, nie możemy przekraczać granic, które spowoduje zajęcie życiowych obszarów innych gatunków;
3. edukacja od bioregionu: na poziomie fizycznym, chemicznym, biologicznym i kulturowym bioregion dostarcza wzorów edukacyjnych, ważnym aspektem tej edukacji jest doświadczenie, a nie tylko przekaz informacji;
4. samozarządzanie: każdy bioregion cechuje pewien wewnętrzny porządek, powstały w wyniku procesu ewolucji, naruszanie tego porządku odbije się na niszczeniu bioregionu i jego „zewnętrznych" związków, zarządzanie powinno odbywać się "oddolnie" i interesy każdego mieszkańca (nie tylko ludzi) powinny być reprezentowane;
5. samouzdrawianie: każdy bioregion wyposażony jest w siły, które pozwalają mu na regenerację, nawet zniszczenie jakiegoś obszaru w ramach bioregionu może być "zagojone" dzięki tym potencjalnym możliwościom - odnoszą się one nie tylko do świata przyrody, ale także i do człowieka;
6. własna ekspresja i samowystarczalność: każdy bioregion jest do pewnego stopnia samowystarczalny i jego istota wyraża się w różnych formach przyrodniczych i kulturowych, to z nich właśnie pochodzi kulturowa różnorodność regionalna[1].